# Łubnice Buskie
Łubnice Buskie – dawny kolejowy przystanek osobowy na wąskotorowej linii kolejowej Jędrzejów Wąskotorowy Osobowy – Szczucin koło Tarnowa Wąskotorowy w Łubnicach, w województwie świętokrzyskim, w Polsce.